# Mr. Moonlight (노래)
〈Mr. Moonlight〉는 로이 리 존슨이 작곡한 노래다. 영국 음반 《Beatles for Sale》과 미국 음반 《Beatles '65'》에 수록된 비틀즈의 커버 버전으로 가장 잘 알려져 있다. 처음으로 알려진 곡은 닥터 필굿 앤드 인턴스로 녹음한, 피아노 연주자 피아노 레드의 블루스다. 1962년 닥터 필굿 명의로 B면에 수록되어 싱글로 발매되었고, 소소한 히트를 쳤다. 밴드 홀리스가 비틀즈보다 먼저 녹음하여 발표하기도 했다. 1963년 머시비츠가 커버했다. 이것은 1964년 4월 밴쿠버의 CFUN 차트에 진입하기도 했다.

## 비틀즈 버전
비틀즈는 녹음하기 몇해 전에 라이브 공연으로 선보인 적이 있다. 곡에는 라틴 스타일의 타악기와, 두드러지는 보컬 화음, 그리고 솔로 오르간이 들어가 있다. 존 레논이 리드 보컬로 곡을 이끌고, 폴 매카트니와 조지 해리슨이 백 보컬을 맡았다. 비틀즈는 1964년의 각기 다른 날에 곡을 녹음했다. 첫날은 8월 14일이었고, 4 테이크를 녹음했다. 그리고 10월 18일에 마찬가지로 4 테이크를 녹음했다. 마지막 둘에서는 매카트니가 해먼드 오르간을 선보이기도 했다.

### 참여 인원
- 조지 해리슨 - 하모니 보컬, 리드 기타, 아프리카 드럼
- 존 레논 - 리드 보컬, 어쿠스틱 리듬 기타
- 폴 매카트니 - 하모니 보컬, 베이스, 해먼드 오르간
- 링고 스타 - 타악기

《The Beatles Bible》에서 발췌